# Les Vies de Thérèse
Pour plus de détails, voir Fiche technique et Distribution.
Les Vies de Thérèse est un moyen métrage documentaire français réalisé par Sébastien Lifshitz, sorti en 2016.
Sélectionné à La Quinzaine des Réalisateurs à l'occasion du 69e Festival de Cannes, le film est lauréat de la Queer Palm.

## Synopsis

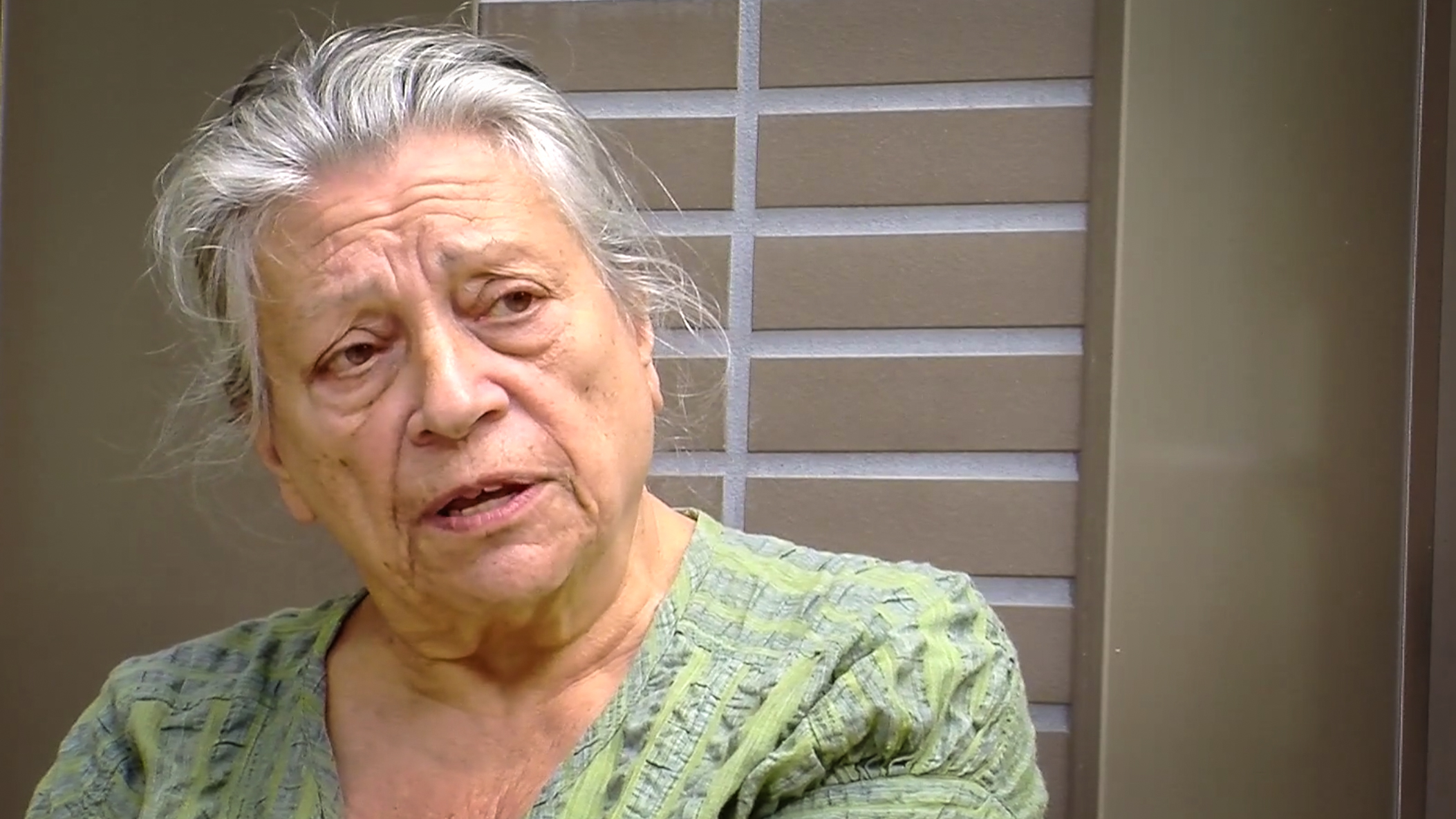
Thérèse Clerc en 2014.

Documentaire consacré à la militante féministe LGBT Thérèse Clerc, décédée en février 2016, qui comptait déjà parmi les témoins du documentaire Les Invisibles, du même réalisateur. Le cinéaste a filmé les derniers jours de sa vie à sa demande.

## Fiche technique
- Titre original : Les Vies de Thérèse
- Réalisation : Sébastien Lifshitz
- Photographie : Paul Guilhaume
- Montage : Pauline Gaillard
- Société de distribution : BlueBird Distribution
- Pays d'origine :  France
- Langue originale : français
- Format : couleur
- Genre : documentaire
- Durée : 55 minutes
- Dates de sortie :
  - France : 16 mai 2016 (Festival de Cannes - Quinzaine des réalisateurs) ; 18 février 2018 (Festival Désir... Désirs)

## Distribution
- Thérèse Clerc

## Distinctions
- 2016 : Queer Palm, Festival de Cannes[3].
- 2016 : Gli Occhiali di Gandhi Award, Festival de Turin.